# Јорганџија
Јорганџија је врста занатлија који се бави прављењем јоргана, јастука и душека.

## Поступак израде

### Производња некад
Јорганџије ручно праве своје производе. Алати које користи у раду су маказе, игла, конац, машина за шивење. Јорган се шије од платна и пуни памуком, а да не би испао материјал којим је напуњен, зашива се концем. Јорганџије су продавали и по мери по којој су купци наручивали производе. Некада су се за прављење јорганџијских производа користили углавном природни материјали као што су вуна и памук, а производи су били тешки и дуже су трајали.

### Производња данас
Јорганџијске производе можемо још негде наћи, углавном на пијацама и вашарима.
Овим занатом се данас мало ко бави па је он у изумирању. Лакше је производити савременим машинама и куповати производе јер стари традиционални занат не доноси зараду. У нашој земљи има још нека јорганџијска радња, а њену услугу користе углавном старији грађани.

## Рецензија
- „Јорганџије одлазе у заборав”. Новости. Приступљено 27. 4. 2017.